# Lydia Corbett
Pour les articles homonymes, voir Corbett.
Lydia Corbett, née Sylvette David le 14 novembre 1934 à Boulogne-Billancourt d’un père français et d’une mère anglaise, est une artiste française et ancien modèle d'artiste connue pour être « La fille à la queue de cheval » dans la série de peintures Sylvette de Pablo Picasso.

## Biographie
Sylvette David est née le 14 novembre 1934 à Boulogne-Billancourt. Son père, Emmanuel David, fait des études d'art et devient un galeriste qui fera notamment connaître Carzou et Bernard Buffet. Sa mère, Honor Gell, est anglaise, née dans le Wiltshire et fille d'un vicaire. Elle est artiste peintre. Ils se marient en 1926. Sa mère est bohème et refuse de vivre dans un cadre bourgeois avec du personnel de service. Ils divorcent avant la naissance de Sylvette. 
Pendant les années de guerre, Sylvette vit avec sa mère et ses deux frères dans la colonie naturiste de l'Île du Levant où sa mère est allée se remettre de la perte d'un bébé de trois semaines. Sylvette y vit une enfance de liberté au soleil, passant son temps à grimper aux arbres et nager dans la mer avec ses frères.
Â l'âge de quinze ans, elle est envoyée en Angleterre dans l'école libre de Summerhill qui applique la pédagogie libertaire d' A. S. Neill que sa mère souhaitait pour son éducation. Elle en garde un bon souvenir : « Les gens ont l'habitude de dire que les enfants y entraient comme de petits diables et en sortaient comme des anges. Je pense que c'est tout à fait vrai. ».
Elle y rencontre Toby Jellinek, un jeune sculpteur et designer. En 1954, elle rentre en France et vient vivre avec lui à Vallauris chez sa mère, qui travaille dans une poterie et vit à côté de l'atelier Madoura où vient créer Picasso.
C'est à cette époque que Picasso rencontre Sylvia et fait de nombreux portraits d'elle et lui offre des oeuvres d'art.
Elle épouse Toby au milieu des années 50. Il contracte la tuberculose en 1958, amenant Sylvette à vendre les oeuvres données par Picasso pour payer ses soins. Ils se séparent au début des années 1960. 
En 1968, elle part vivre en Angleterre. En 1970, elle épouse Rawdon Corbett, un étudiant en art qu'elle a rencontré à Paris en 1962. Ils s'établissent dans le Devon. 
En 1979, après un nouveau divorce, elle se met à peindre,.

## Modèle de Picasso
En avril 1954, Picasso, qui séjourne entre Cannes et Antibes de 1946 à 1955, achète une chaise à Toby Jellinek, le fiancé de Sylvette David, un designer en meubles métalliques dont l'atelier jouxte la poterie Madoura d'Alain et Suzanne Ramié où Picasso crée ses céramiques. Il croise à cette occasion Sylvette. 
Quelques jours plus tard, il réalise de mémoire un portrait d'elle au fusain où on la voit de profil avec sa queue de cheval. Il brandit le portrait par-dessus la clôture de l'endroit où se trouvent à ce moment Sylvette et des amis et leur fait visiter son atelier. Il lui demande si elle veut poser pour lui.
Elle a dix-neuf ans, demande l'autorisation à sa mère et refuse de se faire payer par le peintre de peur que celui-ci ne lui demande de se dénuder. 
Picasso la fait poser pendant trois mois : « Picasso était un vrai maître, il ne regardait pas l'heure et nous n'avions pas de montres ou de téléphones, alors je me sentais éternelle. Il se consacrait juste sur son oeuvre, pendant que je regardais au-dehors. Je ne sais pas à quoi je rêvais ».
Il réalise une quarantaine de portraits d'elle, des toiles et des dessins. Les oeuvres de cette série montrent une grande variété de styles. Majoritairement peintes en noir et blanc ou en gris, mais aussi en couleurs vives, les représentations alternent du réalisme au cubisme. Sylvette David y est toujours représentée de profil, avec sa frange ébouriffée et ses boucles légères. Sa queue de cheval devient iconique et inspire au magazine Life le surnom de Période « Ponytail » pour cette phase artistique de Picasso. 
Sylvette David a été photographiée à Vallauris en 1954 par André Villers et François Pagès. 
À la fin de la série de poses, Picasso offre un tableau à Sylvette. Elle choisit « le plus ressemblant et le plus grand », daté du 5 mai 1954.
Picasso lui offre également un exemplaire du magazine d'art Verve de 1954, une édition spéciale double avec 180 reproductions de dessins faits à Vallauris en 1953 et début 1954 qui porte en couverture un dessin en couleur du fameux profil de Sylvette.
En août 1954, Paris Match publie un article titré Une jeune fille de dix-neuf ans inspire à Picasso son époque la plus souriant: l’époque Sylvette. On y voit une série des peintures de Picasso et Sylvette David en justaucorps noir, avec ses cheveux blonds et sa longue queue de cheval.
En 1958, dans le besoin car Toby est malade, elle doit se séparer du tableau à contre-coeuret le vend à un américain pour la somme de 10 millions d’anciens francs qui lui permettent « d’acheter un appartement à Paris, de faire soigner Toby, puis de l’épouser ».
En 2007, elle est reçue en Angleterre par le dernier propriétaire du tableau qui l'a acquis dans une vente aux enchères pour la somme de plusieurs millions de dollars.

## Style de référence
En 1954, Sylvette David porte une coiffure caractéristique dans un style qui lui est propre : une longue queue de cheval montée haut sur la tête, différente des queues de cheval des petites filles de l'époque. Cette coiffure lui est suggérée par son père. Après avoir vu une actrice jouer Antigone dans un théâtre à Paris avec cette coiffure surélevée qui ressemble de profil à un casque grec, il lui suggère dans une lettre de l'essayer pour elle-même, car elle lui irait bien.
Ses portraits par Picasso et les photos d'elle publiées dans la presse rendent son style célèbre.  
En octobre 1954, une vingtaine de portraits sont exposés à Paris et la journaliste Mary Dunbar écrit dans le Sunday Times que la longue chevelure blonde de Sylvette, nouée en queue de cheval, est l'élément prédominant de toutes ces oeuvres et qu'elle voit déjà de nombreuses jeunes filles adopter ce style de coiffure blonde, avec un frange épaisse, le visage entouré de boucles et une longue queue de cheval portée haute.
Un style adopté plus tard par Bardot. Sylvette David mentionne qu'elle a croisé brièvement Brigitte Bardot et Vadim sur la Croisette à Cannes en 1954 alors qu'elle était avec Picasso et qu'ils ont tous échangé un long regard.
Elle constate un peu plus tard que Bardot n'est plus brune mais blonde et porte une queue de cheval, mais dans un style différent du sien.
Lors de la visite de Brigitte Bardot à Picasso à la Villa La Californie à Cannes en 1956 pour une série de photos de Jérôme Brière pour Life, Picasso ne réalise aucun portrait d'elle.
Dans ses mémoires de 1996, Bardot note dans la légende d'une photo avec Picasso en 1956 : « Picasso m'invite dans son atelier. Je suis fascinée mais je n'ose pas lui demander de faire mon portrait... Il avait fait celui de Sylvette David, qui me ressemble comme deux gouttes d'eau ».
« En voyant les portraits de fille à la queue de cheval, beaucoup de gens pensent que Picasso a peint Brigitte Bardot, mais en fait, il s'agit de Sylvette David », précise Olivier Widmaier, le petit-fils de Picasso.
À propos de Bardot, Sylvette dira : « Elle est devenue célèbre et j'ai été oubliée.
J'étais timide. J'ai reçu des offres de tournage. Jacques Tati m'a abordée dans une rue de Paris. Mais comme je supposais que dans ce milieu il fallait coucher avec les producteurs, je ne voulais pas faire de cinéma ».